# Симбирцев, Андрей Семёнович
Андрей Семёнович Симбирцев (род. 12 марта 1956, Ленинград) — советский и российский учёный-медик, специалист в области медицинской биотехнологии, директор Государственного научно-исследовательского института особо чистых биопрепаратов (2010—2016), член-корреспондент РАН (2016).
Сын советского и российского патофизиолога, члена-корреспондента АМН СССР, РАМН и РАН С. А. Симбирцева (1929—2018).

## Биография
Родился 12 марта 1956 года в Ленинграде.
В 1979 году — окончил лечебный факультет Первого Ленинградского медицинского института.
С 1979 по 1983 год — младший научный сотрудник лаборатории гистологии НИИ экспериментальной медицины; в 1984 году — защитил диссертацию на соискание учёной степени кандидата биологических наук, тема: «Иммуноморфологический анализ локализации эпидермального G2-кейлона в тканях».
С 1984 года по настоящее время работает в Государственном научно-исследовательском институте особо чистых биопрепаратов (Санкт-Петербург), где прошёл путь от младшего научного сотрудника до директора института (с 2010 по 2016 год), в настоящее время — научный руководитель института.
В 1993 году — защитил диссертацию на соискание учёной степени доктора медицинских наук по специальности «Аллергология и иммунология» на тему: «Биология интерлейкина-1 человека в норме и патологии».
В 2000 году — присвоено учёное звание профессора по специальности «Аллергология и иммунология».
С 2013 года — заведующий отделом медицинской биотехнологии и иммунофармакологии Института экспериментальной медицины.
В 2016 году избран членом-корреспондентом РАН.

## Научная деятельность
Специалист в области медицинской биотехнологии.
Ведёт изучение структурно-функциональных свойств и механизмов действия эндогенных иммуномодуляторов, цитокинов и других физиологически значимых молекул.
Автор 380 научных работ, 60 российских и международных патентов, пяти монографий, двух учебных пособий.
С 2015 года — профессор кафедры иммунологии СПбГМУ, под его руководством защищены 33 кандидатские и 12 докторских диссертаций.
Член редколлегий журналов «Иммунология», «Российский аллергологический журнал», «Цитокины и воспаление», член президиума правления Российского общества иммунологов, член правления Российского цитокинового общества, член Европейского и Международного обществ по изучению цитокинов, председатель научно-технического совета ФГУП «Государственный НИИ особо чистых биопрепаратов» ФМБА России.

## Награды
- Премия Правительства Российской Федерации в области науки и техники (в составе группы, за 2006 год) — за конструирование бактериальных продуцентов, организацию биотехнологического производства субстанций и препаратов на основе рекомбинантных цитокинов человека и внедрение разработанного медицинского препарата «Беталейкин»[3]